# Arapahu

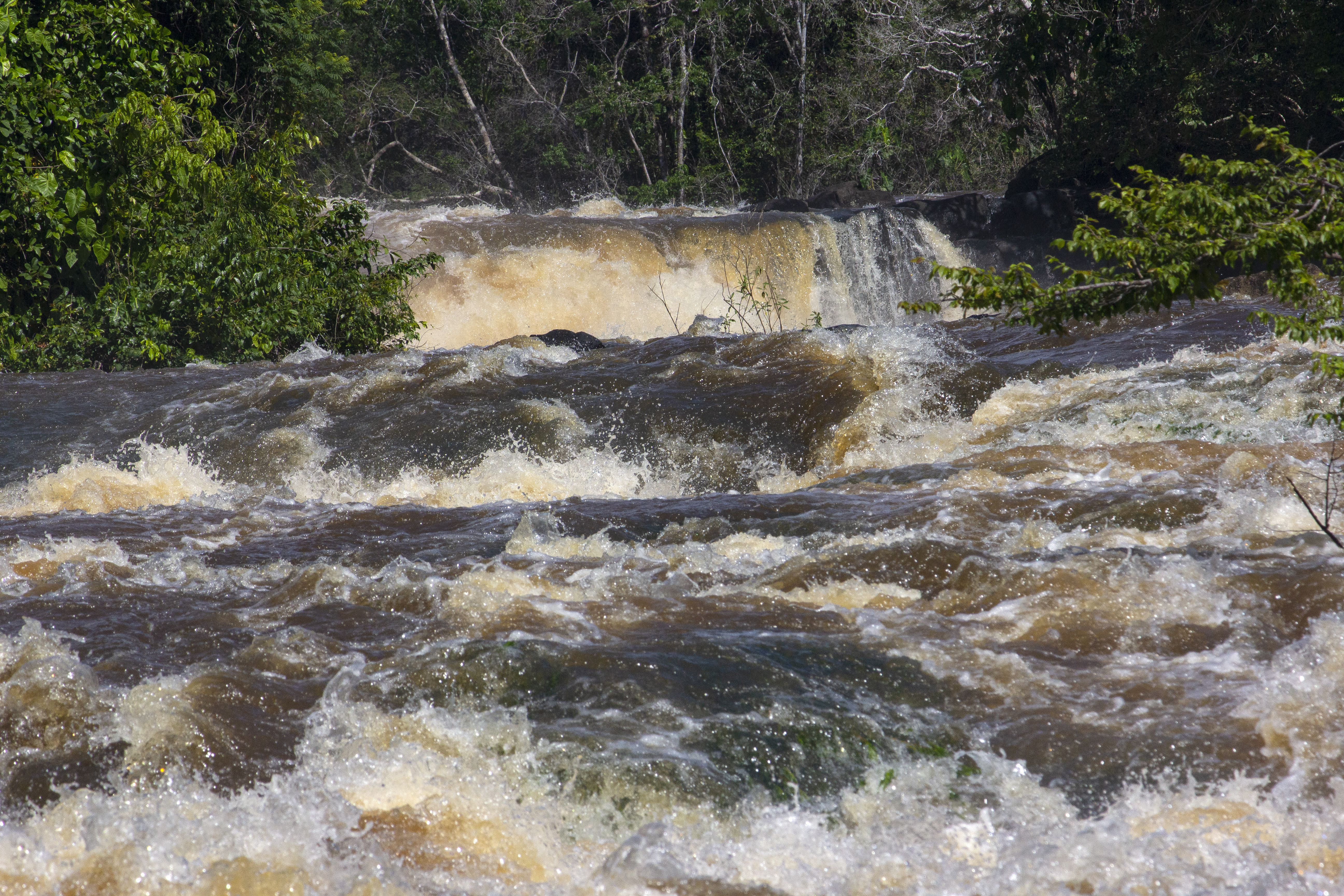
Arapahu cascade

Arapahu is een Surinaams eiland in de Corantijnrivier op de grens van Suriname en Guyana. Het eiland kent geen vaste inwoners en ligt in de buurt van het dorp Amatopo.
Het eiland is omgeven door een complexe stroomversnelling (sula) in de Corantijn met een lengte van 1,3 kilometer aan de langste zijde. Op het eiland bevindt zich een voormalig resort. Daarnaast zijn er inheemse rotstekeningen te zien, zogeheten petrogliefen.
Op 10 kilometer stroomafwaarts ligt de Amatopo Airstrip met een vliegverbinding naar Zorg en Hoop Airport in Paramaribo en de eco-lodge van Amatopo. 